# Ekombe Water Fall
Pour les articles homonymes, voir Ekombe.
Ekombe Water Fall (ou Ekombe Waterfall, Ekumbe Waterfall, Ekumbe Ekundu Nene) est une localité du Cameroun, située dans l'arrondissement de Bamusso, le département du Ndian et la Région du Sud-Ouest.

## Population
On y a dénombré 245 personnes en 1953, 350 en 1968-1969 et 420 en 1972, principalement des Ekombe, du groupe Oroko.
Lors du recensement national de 2005, Ekombe Water Fall comptait 288 habitants.
Une étude de terrain de 2011 y a dénombré 196 personnes.